# حسين معتوق
الشيخ حسين يوسف مصطفى معتوق عالم دين شيعي من قرية صير الغربية في جبل عامل، وهو حمو الشيخ حسن طراد من أبرز العلماء الشيعة المعاصرين في لبنان.

## الولادة والنشأة
وُلد الشيخ حسين معتوق في بلدة العباسيّة، من قرى جبل عامل في قضاء صور، عام 1330هـ الموافق لعام 1912م، وقد نشأ يتيماً في عائلة فقيرة تعتمد الزراعة مصدراً لمعاشها، إذ توفّي والده يوسف مصطفى معتوق قبل أن يبصر النور، ومن هنا نعلم أنّه قد بدأ مسيرة الحياة عصاميّاً، إذ لم يقف وراءه سوى أمٍّ طاهرة مثاليّة كانت تكابد الجهد والمشقّات لكي تؤمّن له العيش بكرامة.

## المسيرة العلمية
تلقّى علومَه الأوليّة من الأجرومية والقطر والخطّ والحساب عند الشيخ إبراهيم ياسين، ثمّ انتقل إلى طيردبّا لمتابعة الدراسة عند الشيخ حسين مغنيّة.
وفي العام 1347هـ، هاجر إلى العراق لمتابعة دراسته الدينيّة في مدينة النجف، حيث درس الرسائل عند السيّد حسين الحمامي، والمكاسب عند السيّد محمود الشوشتري، وحضر درس الخارج في الفقه عند الشيخ محمد علي الخراساني الكاظمي، وخارج الكفاية عند الشيخ عبد الحميد ناجي، ثمّ خارج العروة الوثقى عند السيّد محسن الحكيم، حيث انقطع إليه انقطاعاً تامّاً، إلى أنْ بلغ الأخير مرحلة المرجعيّة.
وفي هذه الفترة، كانت تشدّه أواصر الصداقة التي عمَّقها البحث العلميّ إلى نفرٍ من علماء جبل عامل كالشيخ إبراهيم سليمان, والسيّد عبد الرؤوف فضل الله, والسيّد محمد سعيد فضل الله وغيرهم.
ولقد كانت الظروف الحياتيّة التي مرّ بها الشيخ حسين معتوق في فترة دراسته المذكورة صعبة للغاية، تتّسم بالفقر المُدقع، والدأب والسهر على التحصيل، لا فرق في ذلك بين الليل والنهار.

## العودة إلى الوطن
بعدَ أن حازَ الشيخ حسين معتوق على درجة الاجتهاد المطلق، بإجازة من المرجع الديني السيد محسن الحكيم، انتُدب من قِبَله لممارسة مهمّة الإرشاد الدينيّ في مدينة بيروت، فكان أن شدّ الرحال إليها في عام 1371هـ الموافق لعام 1951م، واختار محلّة (الغبيري) مكاناً لإقامته وشرع في ممارسة مهامّه الدينيّة التي لم تكن تقتصر على المحلّة المذكورة، أو على مدينة بيروت بالذات، بل كانت تتَّسع شيئاً فشيئاً حتى شملت جميع الأراضي اللبنانية، وخاصّة حين انفردَ بمهمّة تمثيل للمرجعيّة العظمى في لبنان تحت عنوان «المعتمد الدينيّ الأوّل للمرجع الأعلى».

## أبرز نشاطاته
- إحياء ذكر ومعالم الثورة الحسينية وهذا ما حثه على استقدام الشيخ عبد الوهاب الكاشي من العراق إلى لبنان وذلك لإحياء مجالس عاشوراء
- إحياء شعائر شهر رمضان
- إحياء شعائر يوم الجمعة
- التعليم الديني ودعم الجمعيات الخيرية
- نشاطات ومساعدات اجتماعية
- نشر الوعي والثقافة في المجتمع الشيعي

## آثاره الدينية
- العديد من الخُطب الحسينيّة وهي خُطب توجيهيّة تمتاز بالوعظ والدعوة إلى الالتزام بنهج أهل البيت عليهم السلام .
- مجموعة من المقالات والخطب العامّة التي يكثر فيها التحليل حول العبادات.
- كتابات متعدّدة في إمامة أمير المؤمنين عليه السلام وفي تحليل مشكلة الخلافة.
- كتابات وخُطب في المناسبات المهمَّة.
- كتابات في تفسير سورة الفاتحة.
- كتابات يتناول فيها بعض المفاهيم الإسلاميّة.
- كتاب المرجعيّة الدينيّة العليا عند الشيعة الإماميّة
- كتاب منهج الدعوات في أعمال شهر رمضان المبارك من الأدعية والصلوات

## آثاره الشعرية
- احتفظت مجلّدات مجلّة العرفان بعدة قصائد من شعره، وكذلك «مستدركات أعيان الشيعة».
ويدور شعره القليل - الذي وصل إلينا - حول محورين: مديح آل البيت، والغزل، في عبارته عذوبة، وفي قوافيه شَجَن، وفي إيقاعاته تدفّق يجسّده غزله بصفة خاصة، على أنّ للوطنية مكانًا في منظوماته. شعره من الموزون المقفّى على الرغم من معاصرته للتمرّد على الشكل التراثيّ للقصيدة في العراق ولبنان - حيث عاش - خاصّة.
عناوين القصائد:
- هيهات السلوّ.
- أكلّف نفسي.
- يا أيُّها الوطن المحبوب.
- الشاعر الفذّ.

## وفاته
توفي الشيخ حسين معتوق في 13 صفر 1401 هـ الموافق 21 كانون الأوّل 1980 ميلادي في بلدته صير الغربية ودفن فيها